# Костёл Святого Антония (Львов)
Костёл Свято́го Анто́ния во Львове (Украина) — действующий римско-католический храм, расположенный в исторической местности Лычаков, на улице Лычаковской, 49а.

## История

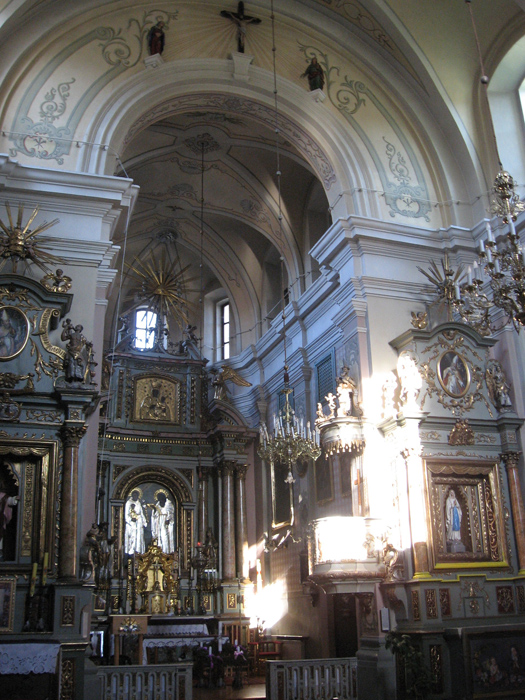
Интерьер костёла

Костёл Святого Антония был основан князьями Вишневецкими для монахов францисканцев в 1718 году. В 1784 году костёл стал приходским и было выстроено его современное здание храма построено на месте прежнего деревянного. В 1818 по проекту архитектора И.Маркля возведена колокольня, а в 1845 году расписан интерьер. В 1909 году было закончено сооружение строительство центрального портала. Сохранилась роспись сводов, скульптурные композиции и барельефы. С памятником составляют единый ансамбль стоящая рядом колокольня, парадная лестница и скульптуры на лестнице и во дворе. Вместе они составляют из лучших образцов небольшого комплекса в стиле рококо.
В 1960-х у костёла была изъята часть его территории, где находились кладбище и сад, была разобрана стена со стороны ул. Лысенко и Малой. На месте сада был разбит благоустроенный скверик. В 2003—2004 годах на территории настоящего скверика выстроили хозяйственное помещение костёла.
Храм принадлежит римско-католической церкви, в нём ведётся богослужение на польском, украинском и русском  языках.